# Анархия
Анархията (на гръцки: αναρχία, „без владетели“, „безвластие“) (αναρχίζοντας, „без начало“) е форма на обществено устройство, в която отсъстват институции на властта.
Антрополозите са изследвали много егалитарни бездържавни общества, включително на номади ловци събирачи и растениевъдски общества като Семаи и Пиароа. Много от тях могат да се считат анархистически до степен, че изрично отхвърлят идеята за централизирана политическа власт.
Анархист е термин за хора, които вярват и се придържат към понятието „анархизъм“.

## От началото до днес
Известни ранни анархисти са Макс Щирнер (1806 – 1856), Пиер-Жозеф Прудон (1809 – 1865), Михаил Бакунин (1814 – 1876), Пьотър Кропоткин (1842 – 1921). Те са ранните анархистки фигури, които са не само теоретици, но се опитват да реализират понятието анархизъм със системни програми.

## Анархистки вярвания
Редица произведения на хуманистичната мисъл днес, като Ноам Чомски, Колин Уорд, О'Хара и Мъри Букчин, съдържат принципа на червената линия на анархизма. Всъщност те често са изброени като анархисти. Устието на дългата поредица от писания и други дейности на анархистите са четирите червени линии по-горе. За да контролирате последователността на червената линия, ето четири примера за анархистки вярвания.
1. Анархизмът е социалистическа система без правителство. Тя започна сред хората и ще запази своята жизненост и креативност, докато е движение на човешки същества (Петър Кропоткин).
2. Елиминирането на човешката експлоатация и потисничество може да стане само чрез премахването на алчния капитализъм и потисническите правителства (Енрико Малатеста).
3. Свободата без социализъм е привилегия и неправда, социализъм без свобода е робство и варварщина (Михаил Бакунин).
4. Не е нужно да прегръщаме и да зависим от богатите бизнесмени за прехраната си, защото в крайна сметка те печелят, а ние губим. Без тях все още щяхме да организираме шоута, събития, демонстрации, да издаваме книги и списания, да издаваме записи, да разпространяваме литература и всички наши продукти, да провеждаме бойкоти и да участваме в политически дейности. И ние можем да направим всичко това добре (О'Хара).